# America's Most Wanted
America's Most Wanted (normalmente acortado a AMW) fue una pareja de lucha libre profesional compuesta por "Wildcat" Chris Harris y "Tennessee Cowboy" James Storm y dirigidos por Gail Kim, quienes lucharon en la Total Nonstop Action Wrestling (TNA).
AMW llegó a ser uno de los equipos más reconocidos de la historia de la TNA, ganando en seis ocasiones el Campeonato Mundial en Parejas de la NWA. Además, fueron nombrados en 2004 Equipo del año por la Pro Wrestling Illustrated y en 2005, Equipo del año por la Wrestling Observer Newsletter.

## Historia
Antes de formar una pareja en la TNA, Harris y Storm habían hecho equipo algunas veces en promociones independientes. Su primera lucha como equipo en la TNA fue el 26 de junio de 2002 en un PPV semanal, derrotando a The Dupps, haciendo equipo desde entonces.
El 18 de septiembre, AMW participó en un Gauntlet for the Gold match de 20 hombres por el vacante Campeonato Mundial en Parejas de la NWA, donde AMW eliminó finalmente al equipo Disciples of The New Church (Brian Lee & Slash), ganando sus primeros títulos en pareja de la NWA. Tras esto, empezaron un feudo con Lee & Slash, defeniendo en numerosas ocasiones el título, hasta que lo perdieron el 13 de noviembre. Sin embargo, les derrotaron el 8 de enero de 2003, ganando por segunda vez el campeonato.
Sin embargo, lo perdieron dos semanas después ante Triple X (Low Ki & Elix Skipper). El 26 de marzo, el equipo empezó a tener problemas, pues Harris empezó a pelear demasiadas veces en combates en solitario. El 9 de abril, esos problemas aumentaron, pues se creyó que Harris se había unido a Sports Entertainment Xtreme (S.E.X.) al ser encontrado en los vestuarios del equipo y el 23 de abril, ya que Storm abandonó a Harris durante una lucha contra Elix Skipper & Christopher Daniels. Ambos se enfrentaron entre sí el 7 de mayo, ganando Storm la lucha y, tras ésta, se dieron las manos. Harris iso equipo con Chris Sabin en el torneo por parejas para ser contendiente número 1 Anarchy Alliance donde lo genadore recibirían una oportunidada por los NWA World Tag Team Championship. Harris y Sabin calificaron en la primera ronda, pero en la segunda ronda, el compañero de Harris James Storm remplaso a Sabin y el dúo ganó la segunda ronda. Después de la lucha, Harris rechazo unirse a S.E.X. y reafirmo su amistad con Storm. Ell 11 de junio, AMW ganó el torneo derrotando a David Young y Traci Brookshaw  en las finales y consiguiendo una oportunidad por los títulos.
El 25 de junio, finalmente derrotaron a Triple X en una jaula de acero para ganar su tercer Campeonato Mundial en Parejas de la NWA. Aquella fue una lucha histórica en la historia de la división en parejas de la TNA y AMW se volvería popular. Comenzaron una disputa con el equipo de Simon Diamond y Johnny Swinger contra quienes tuvieron dos defensas del título de seguido. El en PPV del 20 de agosto, perdieron en un Bullrope match no titular ante Diamond & Swinger, lo que valió al dúo un combate por el título. La siguiente semana, AMW perdieron los títulos ante Diamond & Swinger.
A principios de 2004, ellos tuvieron una rivalidad con Red Shirt Security (Kevin Northcutt y Legend) después de que AMW derrotó a New York Connection (Glenn Gilbertti y David Young). El PPV del 21 de enero, perdieron ante Red Shirt Security en una lucha para determinar a los retadores por los títulos. En la edición del 4 de junio de Impact!, AMW derrotó a Kid Kash y Dallas para ganar su cuarto Campeonato Mundial en Parejas de la NWA. Defendieron los títulos contra muchos equipos durante su cuarto reinado antes de perder los títulos ante The Naturals (Chase Stevens y Andy Douglas) en el PPV del 7 de julio en solo 12 segundos. Dos semanas más tarde, se enfrentaron a The Naturals en un Six Sides of Steel match por los títulos pero perdieron la lucha.
Ellos comenzaron una rivalidad con The Naturals mientras ellos también tenían una rivalidad con Triple X. El 1 de septiembre, The Naturals derrotaron a Triple X y a AMW en un triple threat tag team match para retener los títulos en parejas. La semana siguiente, Storm no fue autorizado para luchar mientras Christopher Daniels resultó lesionado, así que Harris de AMW hizo equipo con Elix Skipper de Triple X para ganar el Campeonato Mundial en Parejas de la NWA de The Naturals. En la edición del 24 de septiembre de Impact!, Storm hizo equipo con Daniels para ganar el Campeonato Mundial en Parejas de la NWA. Terminaron perdiendo los títulos ante Team Canada (Bobby Roode y Eric Young) en la edición del 15 de octubre de Impact!. AMW entró en una rivalidad con Triple X. Los derrotaron en un Elimination Last Man Standing match en Victory Road 2004. Después de eso, accedieron a un Six Sides of Steel match en Turning Point 2004 en donde se separaría el equipo perdedor. AMW ganó el agotador combate, separando Triple X y ganando la contienda una vez por todas.
En Final Resolution 2005, derrotaron a Team Canada para ganar su quinto Campeonato en Parejas de la NWA. Perdieron los títulos ante The Naturals en la edición del 29 de abril de 2005 de Impact!. En Hard Justice 2005, perdieron ante The Naturals en una revancha por los títulos.
En Unbreakable, AMW participó en un Fatal-Four-Way tag team elimination match desafiando a The Naturals por los Campeonatos Mundiales en Parejas, donde también participaron Team Canada y el equipo de Johnny Candido y Alex Shelley. El 15 de septiembre de 2005, AMW se convirtieron en heels al aliarse con Jeff Jarrett y Team Canada, ayudando a Jarrett a recuperar el Campeonato Mundial Peso Pesado de la NWA de Raven en Canadá. El equipo sirvió luego como guardaespaldas de Jeff Jarrett y Gail Kim. Ellos también generaron una rivalidad con Team 3D (Brother Ray & Brother Devon), agrediéndolos y dejándolos sangrientos en el ring cuando debutaron y escenificando luego un falso funeral para sus carreras. En Genesis 2005, Jarrett y AMW perdieron ante Team 3D y Rhino. En Turning Point 2005, perdieron ante Team 3D en una lucha de mesas. Después de que Team 3D derrotó a AMW en luchas no titulares, tuvieron una oportunidad por los títulos en Final Resolution 2006 en la que AMW ganó y retuvo los títulos.
El sexto y último reinado de AMW como Campeones Mundiales en Parejas de la NWA también fue el reinado más largo en la historia del título hasta entonces. Se convirtieron en los Campeones Mundiales en Parejas de la NWA con el reinado más largo en la historia de la TNA el 29 de marzo de 2006, superando el reinado de The Naturals de 24 semanas. En el verano de 2006, ellos tuvieron una rivalidad con A.J. Styles & Christopher Daniels. Defendieron con éxito los títulos contra Styles y Daniels en Sacrifice 2006, antes de perder los títulos ante ellos en Slammiversary 2006. Después de perder los cinturones nuevamente se convirtieron en faces y comenzaron una rivalidad con The Latin American Xchange (Homicide y Hernández) en el otoño de ese año. En Genesis 2006, desafiaron infructuosamente a LAX por el Campeonato Mundial en Parejas de la NWA. En Turning Point 2006, AMW perdieron una lucha de banderas ante LAX. Cuando Storm golpeó a Homicide con una botella de cerveza, vidrio voló a los ojos de Harris. Storm culpó de la derrota a Harris. AMW tuvo una revancha en la edición del 14 de diciembre de 2006 de Impact! en una lucha de "Título vs. Equipo" con la estipulación de que AMW tendría que separarse si perdían. Ellos perdieron después de que Storm deliberadamente le rompiera a Harris una botella de cerveza en la cabeza.

### Separación y consecuencias
Storm y Harris tuvieron una rivalidad poco después, terminando AMW. Luego, Gail se fue y fue reemplazada por Jackie Moore como mánager de Storm. Storm oficialmente se volvió heel y luego comenzaría a hacer equipo con el exmiembro de Team Canada Robert Roode para formar Beer Money, Inc. con Jackie Moore como su mánager y ganando el Campeonato Mundial en Parejas de la TNA juntos cuatro veces. Harris terminó saliendo de la TNA y se unió a la rival promoción World Wrestling Entertainment, luchando en su marca ECW bajo el nombre de Braden Walker antes de ser liberado de su contrato con la WWE solo dos semanas más tarde. Kim pasó a liderar la división femenina de TNA al convertirse en la inaugural Campeona de Knockouts de TNA antes de partir de la TNA. Desde entonces, Harris ha estado luchando en el circuito independiente mientras que Gail Kim volvió a WWE por un tiempo antes de reunirse a la división femenina de TNA. El 12 de mayo de 2011, Harris regresó a TNA como miembro del grupo Inmortal y compañero de equipo de Matt Hardy, desafiando a Beer Money, Inc. por el Campeonato Mundial en Parejas de la TNA, pero fue cubierto después de recibir el movimiento final característico de AMW, la "Death Sentence". El 20 de octubre de 2011, James Storm derrotó a Kurt Angle para ganar el Campeonato Mundial Peso Pesado de la TNA por primera vez.

## En lucha
- Movimientos finales

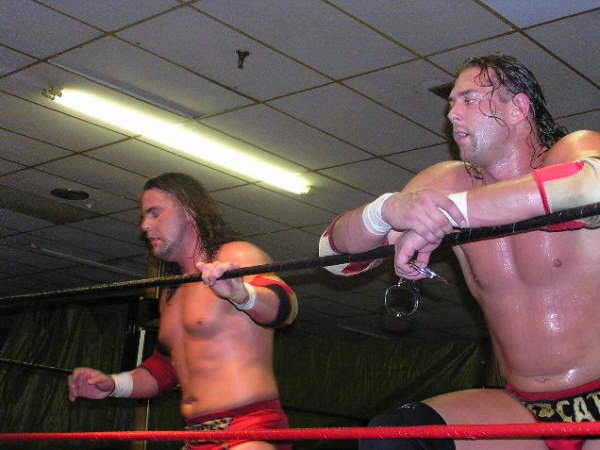
AMW durante un house show.

  - Death Sentence (Combinación de Bearhug (Storm) / Diving leg drop (Harris))[1]

- Movimientos de firma
  - Aided leapfrog body guillotine
  - Combinación de Bearhug / Lariat[1]

- Mánager
  - Gail Kim

## Campeonatos y logros
- Frontier Elite Wrestling
  - FEW Tag Team Championship (1 vez)
- NWA Shockwave
  - NWA Shockwave Tag Team Championship (1 vez)[15]
- Total Nonstop Action Wrestling
  - NWA World Tag Team Championship (6 veces)
  - Match of the Year (2004) vs. Christopher Daniels and Elix Skipper at Turning Point[16]
  - Tag Team of the Year (2003–2004)[16]
- Pro Wrestling Illustrated
  - Equipo del año (2004)[17]
- Wrestling Observer Newsletter
  - WON Equipo del año - 2005
  - Situado en el Nº3 del WON Mejor pareja de la década (2000–2009)[18]